# 圓周率文字學
圓周率文字學（英語：Piphilology）指對“π”和語文學中的語言學的演繹，以創意和記憶技巧記憶圓周率的一大串位值。
有許多不同的方法記憶π，包括運用“piems”（英語混成詞，由“pi（圓周率）”和“poem（詩）”組合而成），一種以詩歌形式表示π的記憶方法，其中每個單詞的字母數量代表一個位的值，例如：“Now I need a drink, alcoholic of course, after the heavy lectures involving quantum mechanics.（現在我需要飲品，當然是有酒精的，在大量涉及量子力學的講座之後）”。注意第一個單詞有三個字母，第二個有一個，第三個有四個，第四個有一個，第五個有五個，如此類推。在更長的例子中，會用十個字母的單詞代表0；「π語」的寫作規則則稍微複雜，以處理重覆的位值。短篇故事《Cadaeic Cadenza》中以此方法記錄了π首3834個位值，而長達10000字的小說《Not A Wake》也是以此方式寫作。
但是，piems被認為在記憶大量的π的位值時缺乏效率，其他方法包括記下數字的規律（例如在1971年用以記憶π的首五十位）、軌跡法（被用以記憶π的首67,890位）等。